# Église Saint-Servais de Schaerbeek
Pour les articles homonymes, voir Église Saint-Servais.
L'église Saint-Servais (en néerlandais : Sint-Servaaskerk) est un édifice religieux catholique de style néogothique sis chaussée de Haecht, à Schaerbeek, commune septentrionale de la ville de Bruxelles (Belgique). Construite durant la seconde moitié du XIXe siècle, l'église est lieu de culte de la paroisse catholique du quartier.

## Histoire

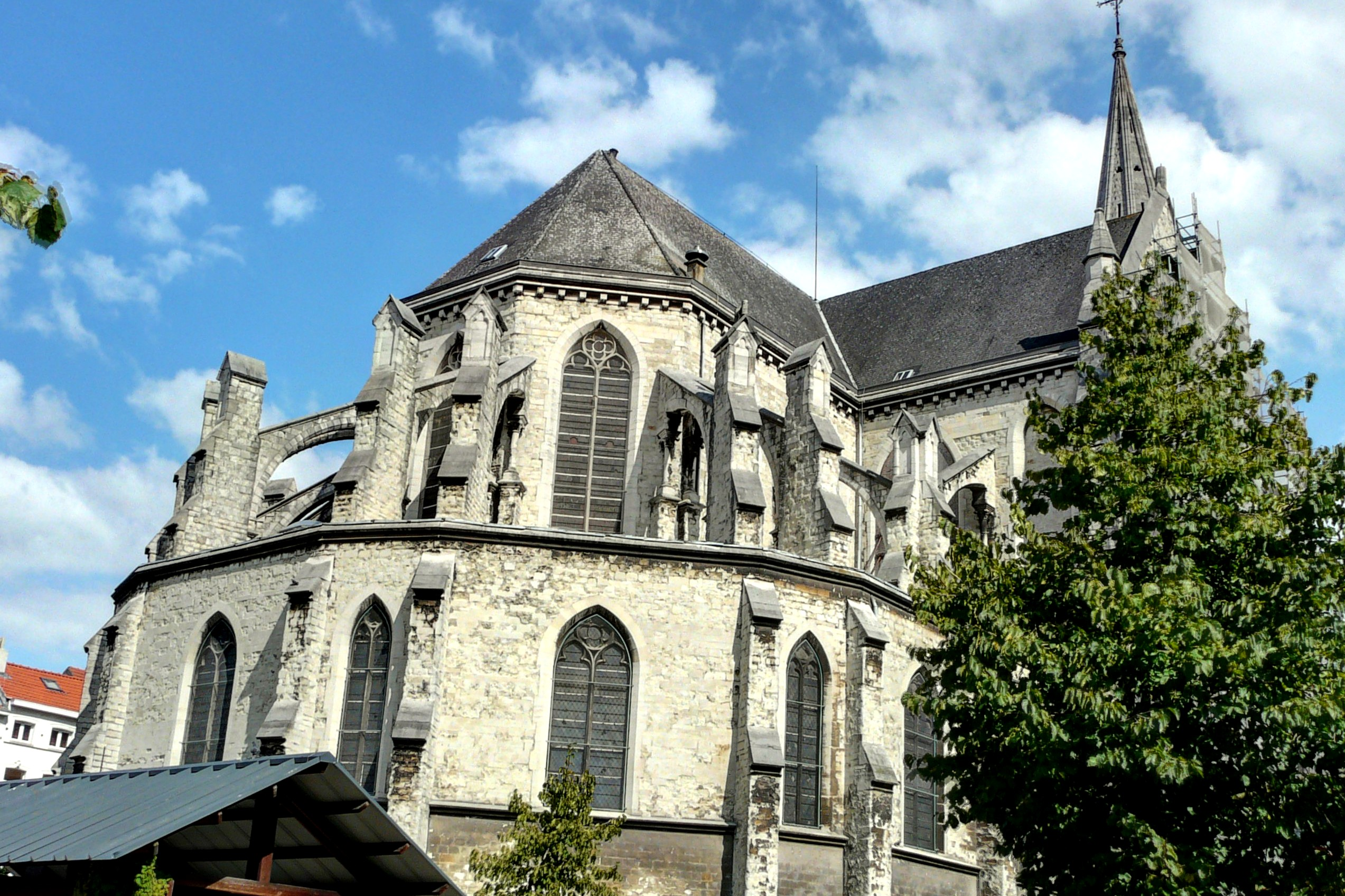
Chevet de l'église Saint-Servais

La construction de l'église a débuté en 1871, sur base de plans dressés par l'architecte Gustave Hansotte et la consécration a eu lieu le 23 octobre 1876. L'édifice est de style ogival primaire.
Parmi les œuvres d'art se trouvant dans l'église, il est à noter les fonts baptismaux sculptés par Guillaume Geefs et l'orgue néoclassique de 5 837 tuyaux. Ainsi que le maître-autel, le banc de communion, la chaire et les stalles, sculptées par Goyers et de remarquables tableaux. L'église a été classée le 9 octobre 2003 par la Région de Bruxelles-Capitale. 
La paroisse Saint-Servais fait partie de l'unité pastorale Les Coteaux qui fait elle-même partie du doyenné de Bruxelles Nord-Est.
Le saint patron de l'église est Servais de Tongres, premier évêque attesté du diocèse de Tongres (district romain du Civitas Tungrorum) au IVe siècle.

## Ancienne église Saint-Servais

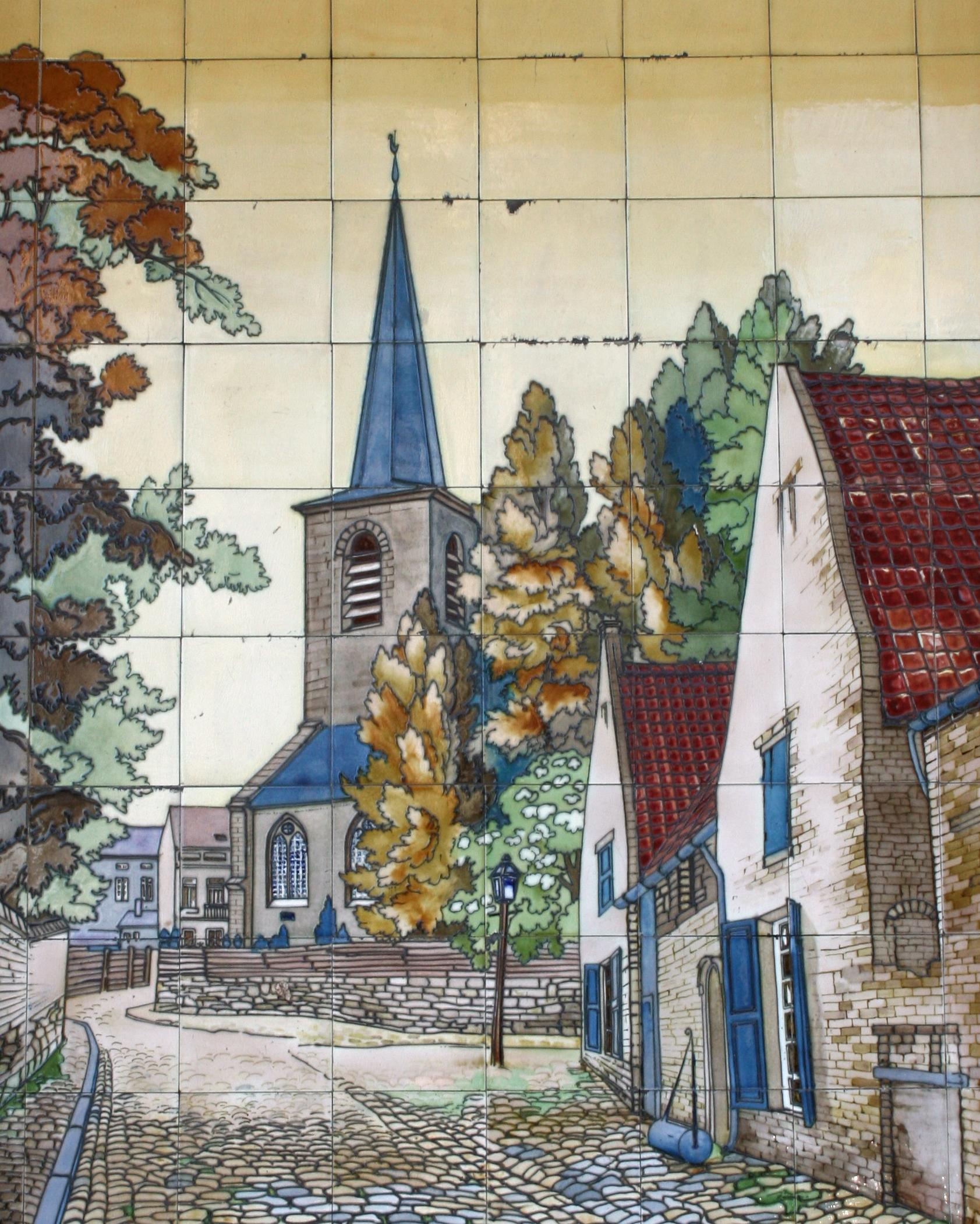
Céramiques représentant l'ancienne église Saint-Servais

L'ancienne église Saint-Servais, située en contrebas, à hauteur du vase monumental de l'avenue Louis Bertrand ne fut démolie qu'en 1905. Cette ancienne église, de style gothique, était le cœur du village schaerbeekois. Les deux églises ont coexisté une trentaine d'années.

## Anecdotes
En avril 2015, les premières scènes du film Eternité de Trần Anh Hùng y ont été tournées.